# Diario El Callao
El Callao es un diario del Perú fundado en 1883, siendo el segundo más antiguo del país, por lo que se le llama el Subdecano de la Prensa Nacional. Es editado por Editora ARGU S.A.

## Historia
El 2 de noviembre de 1883 Darío Arrús funda el Diario El Callao. Darío fue un periodista nacido en Cuenca, Ecuador pero que llegó al Perú con sus padres a temprana edad viviendo desde su infancia en El Callao. 
El diario a través de su historia fue víctima de varias clausuras de parte del Gobierno de turno. La primera a finales del siglo XIX durante la lucha entre las fuerzas de Andrés Avelino Cáceres y Nicolás de Piérola que terminó con el encarcelamiento de Darío Arrús tras negarse a divulgar la fuente de un reporte sobre el fracaso de una expedición del gobierno.
Su segunda clausura fue en el gobierno de Sánchez Cerro tras un incendio que destrozó la Beneficencia Pública, el diario publicó un reporte sobre la negativa de la Compañía aseguradora a pagar la indemnización. El presidente de dicha aseguradora era también parte del Congreso y solicitó el cierre del diario.
La tercera clausura ocurrió al iniciar la presidencia de Manuel Odría quien había destituido a José Luis Bustamante y Rivero, tras lo cual el diario publicó comentarios en favor de la democracia que hicieron que el general nombre nuevos administradores.
Recién en los últimos años del gobierno de Manuel Prado el diario fue devuelto a sus propietarios legítimos siendo Mario Arrús Grillo, uno de los hijos del fundador quien empieza la recuperación del diario. En la década de los años 1980, tres nietos del fundador, Oscar Arrús Olivera, Mario Arrús Raschio y Javier Gutiérrez Arrús fundan la empresa ARGU S.A. que es la actual editora del diario.